# Pra Me Refazer
"Pra Me Refazer" é uma canção da cantora e compositora brasileira Sandy com o duo brasileiro Anavitória. A canção foi lançada no dia 21 de setembro de 2018 através da Universal Music e passou a ser divulgada como o segundo single do álbum Nós, Voz, Eles (2018). A canção é uma balada com piano e cordas e foi composta pelo duo Anavitória em colaboração com Deco Martins, Sandy e Lucas Lima, sendo produzida pelo último. O lançamento da faixa foi precedido pelo episódio homônimo, que faz parte da websérie Nós, Voz, Eles, onde Sandy mostra o processo de concepção das canções de seu terceiro álbum de estúdio. O videoclipe de "Pra Me Refazer" foi gravado no estúdio particular de Sandy e seu marido, o músico Lucas Lima, que fica dentro da casa deles em Campinas, São Paulo.

## Composição
Composta pelo duo Anavitória em colaboração com Deco Martins, Sandy e Lucas Lima, "Pra Me Refazer" é uma balada pop que utiliza de piano e cordas em seu arranjo. O duo Anavitória falou sobre a experiência de compor a canção e colaborar com Sandy: "Sempre tivemos vontade de gravar algo com ela, mas era uma coisa que ficava guardada em nosso coração. Essa vontade de gravar algo junto ficou maior depois do Coolritiba (festival de música ocorrido em maio de 2018), quando ela participou do nosso show e tivemos a chance de conhece-la bem. [...] Quando veio a gravação, sabíamos que aprenderíamos demais com uma artista do porte dela, mas foi ainda mais especial porque realmente aprendemos demais. Só eu e a Vitória sabemos o quanto." Escrevendo para o G1, Mauro Ferreira descreveu a canção como uma "balada triste formatada em estilo clássico", cujo refrão é "tão doído quanto pegajoso".

## Lançamento e promoção
O lançamento da canção foi precedido por um episódio homônimo, parte da websérie Nós, Voz, Eles, onde é mostrado o encontro que Sandy e Lucas tiveram com o duo e a gravação e produção da música, bem como conversas mais descontraídas. A canção e seu videoclipe foram lançados três dias depois nas plataformas digitais. Em 7 de novembro de 2018, Sandy realizou uma performance solo da canção no Encontro com Fátima Bernardes, da Rede Globo. No dia 24 do mesmo mês, ela se juntou ao Anavitória para apresentar a canção no SóTocaTop. "Pra Me Refazer" tornou-se o single mais bem-sucedido de Sandy no ranking da plataforma de streaming Spotify no Brasil, onde alcançou o pico de número 52.

## Vídeo musical
Assim como as demais canções do álbum Nós, Voz, Eles, "Pra Me Refazer" teve seu videoclipe gravado dentro do estúdio particular de Sandy e Lucas Lima, que fica na casa deles em Campinas. O vídeo apresenta imagens de Sandy e do duo frente a frente interpretando a canção, intercalando com imagens da gravação e produção da faixa.